# Trossamfund
Trossamfund definieras i svensk lag  som en gemenskap för religiös verksamhet. För att bli ett registrerat trossamfund ska den religiösa verksamheten även anordna gudstjänst.

## Trossamfund i Sverige

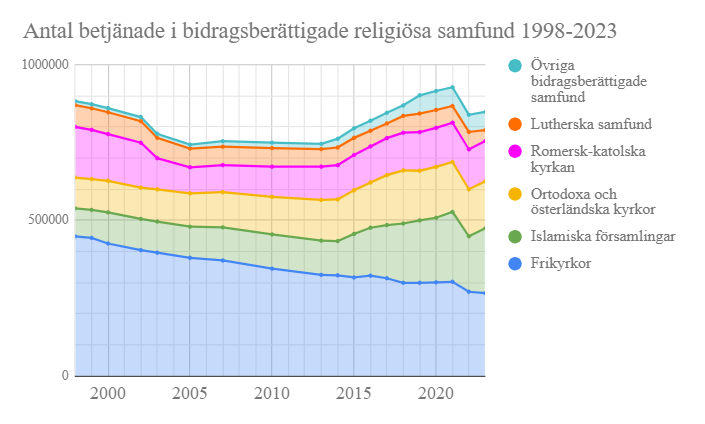
Antal medlemmar och registrerade deltagare över tid i bidragsberättigade samfund i Sverige staplade på varandra. Bl.a. Svenska kyrkan saknas. Datakälla: SST.

Ett trossamfund kan bestå av en eller flera församlingar. En församling kan vara ansluten till ett eller flera samfund.
Ett trossamfund behöver inte vara registrerat trossamfund för att kunna verka som trossamfund och arrangera gudstjänster, och absolut tystnadsplikt gäller för präster och motsvarande även inom trossamfund som valt att fungera som annan juridisk person. Tystnadsplikten regleras i Offentlighets- och sekretesslagen. 
För Svenska kyrkan gäller Lag om Svenska kyrkan istället för Lag om trossamfund. 

### Registrerade trossamfund
För de samfund som väljer att registrera sig enligt Lag om trossamfund finns särskilda föreskrifter (se registrerat trossamfund). Motiv till att registrera sig kan vara att samfundet önskar erhålla statsbidrag, ha rätt att förrätta vigslar eller bedriva skol- eller förskoleverksamhet. Olika lagar och förordningar gäller beroende på samfundets verksamheter och olika myndigheter är tillsyns- eller tillståndsmyndigheter. 
För församlingar inom vissa samfund är det otänkbart att ta emot några pengar från andra än de egna medlemmarna, för att undvika statlig inblandning, och deras medlemsantal hamnar därför utanför den statistik som Myndigheten för statligt stöd till trossamfund (SST) upprättar. Exempel är församlingen Livets Ord i Uppsala.
Livssynsorganisationer som har ateism eller sekulär humanism som ledstjärna har tidigare inte befunnits bidragsberättigade. Den 18 januari 2024 beslutade emellertid Förvaltningsrätten att sekulära Humanisterna ska få registreras som trossamfund.

### Samfund berättigade till statsbidrag via SST
Regeringen kan godkänna trossamfund som bidragsberättigade enligt "Förordningen om statsbidrag till trossamfund". Bidrag ges till samfund som ägnar sig åt "gudstjänst, själavård, undervisning och omsorg". Bidrag får bara ges till "trossamfund som bidrar till att upprätthålla och stärka de grundläggande värderingar som samhället vilar på". Samfund med färre än 3000 betjänade anses inte ha den egna livskraft som lagen fordrar, såvida de inte har gått samman med andra trossamfund för fördelning av medel, alternativt hör samman med en större organisation i utlandet. 
De statliga bidragen till trossamfunden delas ut av SST (se ovan). SST delar årligen ut cirka 50 miljoner svenska kronor till för närvarande (januari 2012) 22 st godkända samfund. 
Sveriges Buddhistiska Samarbetsråd (SBS), som efter över 10 års avslagna försök registrerades i juli 2005, blev det första godkända samfundet som inte hade koppling till de abrahamitiska religionerna. En svårighet var att definiera begreppet "gudstjänst".
Jehovas vittnen är sedan 2020 berättigad till svenskt statsbidrag via SST, enligt dom i Högsta förvaltningsdomstolen 2017 och regeringsbeslut 2019. Förutsättningen var att samfundet inte uppmanar sina medlemmar att inte godta att samhället ingriper till förmån för barn i vissa frågor, det vill säga åtminstone passivt accepterar att sjukvården griper in i livshotande situationer.

### Samarbetsorganisationer för trossamfund
- Myndigheten för stöd till trossamfund (STT), som förmedlar bidrag via:
  - Sveriges frikyrkosamråd
  - Islamiska samarbetsrådet
  - Ortodoxa och österländska kyrkors ekumeniska råd
  - Sveriges Buddhistiska Samarbetsråd
- Regeringens råd för kontakt med trossamfunden (Trossamfundsrådet)
- Sveriges interreligiösa råd (SIR), med samfundsrepresentanter som utses av bland annat följande paraplyorganisationer:[6]
  - Sveriges kristna råd (SKR)
  - Islamiska samarbetsrådet
  - Judiska centralrådet i Sverige
  - Sveriges Buddhistiska Samarbetsråd
- Olika lokala organisationer
  - Interreligiösa rådet i Botkyrka
  - Interreligiösa centret (Göteborgs interreligiösa råd)
  - Det interreligiösa och interkulturella rådet i Örebro

### Trossamfund med vigselrätt
Det är svårt att upprätta en förteckning över de svenska trossamfunden. Det är bara 22 stycken som får statsbidrag, men betydligt fler som har (eller har haft) vigselrätt. Följande svenska trossamfund hade vigselrätt enligt Kammarkollegiet i maj 2012 (observera att beviljandedatum för vigselrätt inte behöver vara den tidpunkt samfundet beviljats vigselrätt för första gången, samt att vigselrätten kan ha återkallats på begäran av trossamfundet självt):
| Trossamfund med vigselrätt 2022-03-24                            | Beviljande              |
| ---------------------------------------------------------------- | ----------------------- |
| Anglikanska kyrkan                                               | 1892-05-12              |
| Bosniakiska islamiska samfundet (BIS)                            | 2011-11-10              |
| Bröderna kristen gemenskap                                       | 2009-06-01              |
| Equmeniakyrkan                                                   | 2012-07-01              |
| Eritreanska Ortodoxa Tewahdo Kyrkan i Sverige                    | ?                       |
| Estniska evangelisk-lutherska kyrkans kontrakt i Sverige         | 1953-11-06              |
| Estniska ortodoxa kyrkan                                         | 1960-12-02              |
| Etiopiska ortodoxa tewhadokyrkan, ärkestiftet i Sverige          | 2002-09-23              |
| Evangeliska fosterlandsstiftelsen (EFS)                          | 1954-06-11              |
| Evangeliska frikyrkan (EFK)                                      | 1997-01-01 - Återkallat |
| Evangelisk-lutherska kyrkan i Sverige                            | 1974-05-31 - Återkallat |
| Evangelisk luthersk mission – Bibeltrogna vänner                 | 1988-09-15              |
| Franska reformerta kyrkan                                        | 1895-06-28 - Återkallat |
| Frälsningsarmén i Sverige                                        | 1952-03-28              |
| Förenade islamiska föreningar i Sverige (FIFS)                   | 2012-02-02              |
| Grekisk-ortodoxa Metropolitdömet                                 | 1978-02-09              |
| Imam Malek center Trossamfundet i Sverige                        | ?                       |
| Islamic center i Malmö                                           | 1995-09-15              |
| Islamiska Fatwabyrån i Sverige (IFBS)                            | ?                       |
| Islamiska kulturcenterunionen i Sverige (IKUS)                   | 2010-09-22              |
| Islamiska shiasamfunden i Sverige (ISS)                          | 2010-12-15              |
| Islamiska sunnicentret trossamfundet i Sverige (ISC)             | 2008-09-30              |
| Islams ahmadiyya-församling i Sverige                            | 1981-08-20              |
| Jehovas vittnen                                                  | 1981-03-19              |
| Jesu kristi kyrka av sista dagars heliga (LDS)                   | 1953-05-22              |
| Judiska församlingarnas i Sverige centralråd                     | 1955-04-22              |
| Liberala katolska kyrkan i Sverige                               | 1978-06-01              |
| Makedonska ortodoxa kyrkan                                       | 1994-02-21              |
| Metodistkyrkan i Sverige                                         | 1876-03-10              |
| Nya kyrkans Församling i Jönköping                               | 1938-06-10 - Återkallat |
| Nya kyrkans Församling i Stockholm                               | 1988-01-28 - Återkallat |
| Pingströrelsen i Sverige genom Pingstförsamlingarnas vigselnämnd | 1952-09-12              |
| Romersk-katolska kyrkan i Sverige                                | 1895-01-25              |
| Ryska ortodoxa kyrkan Kristi förklarings ortodoxa församling     | 1954-08-27              |
| Scientologi-kyrkan i Sverige                                     | 2000-05-04              |
| Serbisk-ortodoxa kyrkan i Sverige                                | 1973-02-02              |
| Sjundedags adventistsamfundet                                    | 1955-05-27              |
| S:t Johannes teologens grekisk ortodoxa församling               | 1967-11-10 - Återkallat |
| Svenska alliansmissionen                                         | 1952-05-23              |
| Svenska bahá'í-samfundet                                         | 1972-11-10 - Återkallat |
| Svenska baptistsamfundet                                         | 1952-03-28              |
| Svenska församlingen av Herrens nya kyrka                        | 1963-06-14 - Återkallat |
| Svenska Islamiska Församlingarna                                 | ?                       |
| Svenska kyrkan                                                   | 2010-01-20              |
| Svenska missionskyrkan                                           | 1952-03-28              |
| Svenska ortodoxa kyrkan                                          | 1991-02-28              |
| Svenska ortodoxa prosteriet                                      | 1978-02-09              |
| Sveriges muslimska förbund (SMF)                                 | 1991-01-10              |
| Trosrörelsen                                                     | 1995-06-22              |
| Vännernas samfund i Sverige, Kväkarna                            | 1960-05-27              |

Källa: Kammarkollegiet 2022